# Tryphon lusorius
Tryphon lusorius är en stekelart som beskrevs av Ezra Townsend Cresson 1879. Tryphon lusorius ingår i släktet Tryphon och familjen brokparasitsteklar. Inga underarter finns listade i Catalogue of Life.